# Ferdinand Frantz
Pour les articles homonymes, voir Frantz.
Ferdinand Frantz (né le 8 février 1906 à Cassel - mort le 25 mai 1959 à Munich) était un chanteur d'opéra allemand (baryton-basse, originellement basse).

## Biographie
Il se forma en partie en autodidacte et débuta en 1927 à Cassel, chanta à l'opéra de Halle de 1930 à 1932, à celui Chemnitz de 1932 à 1937, à l'opéra d'État de Hambourg de 1937 à 1943, avant tout des parties de basse (Rocco, le Roi Marke...). À partir de 1943 et jusqu'à sa mort il chanta à l'opéra d'État de Munich, se produisant à partir de 1949 en chanteur invité sur les plus grandes scènes lyriques, dont le Metropolitan Opera, la Scala et Covent Garden. Le mélomane moderne le connaît surtout à travers les enregistrements de Wilhelm Furtwängler du Ring (1953) et de La Walkyrie (1954), ainsi que par les Maîtres Chanteurs dirigés par Rudolf Kempe (1957).
En raison de sa voix très endurante et capable des nuances les plus subtiles, Ferdinand Frantz était considéré comme l'un des meilleurs Wotan et Hans Sachs de son temps. Au cours des années 1950 cependant, son organe pourtant puissant commençait à montrer des signes d'usure de plus en plus manifestes.